# Villaines-sous-Malicorne
Villaines-sous-Malicorne település Franciaországban, Sarthe megyében. Lakosainak száma 1035 fő (2022. január 1.). Villaines-sous-Malicorne Arthezé, La Flèche, Le Bailleul, Bousse és Crosmières községekkel határos.

## Népesség
A település népessége az elmúlt években az alábbi módon változott:
| Lakosok száma | 1034 | 1031 | 1043 | 1025 | 1023 | 1033 | 1034 | 1034 | 1035 |
|               | 2013 | 2015 | 2016 | 2017 | 2018 | 2019 | 2020 | 2021 | 2022 |